# えびの駐屯地
えびの駐屯地（えびのちゅうとんち、JGSDF Camp Ebino）は、宮崎県えびの市大字大河平4455-1に所在し、第24普通科連隊等が駐屯する陸上自衛隊の駐屯地である。

## 概要
駐屯地司令は、第24普通科連隊長が兼務する。最寄の演習場は、霧島演習場で、えびの駐屯地業務隊が管理し管理科霧島演習場管理班事務所が設置されている。
廃止されたものを含め、陸上自衛隊唯一の、平仮名表記の自衛隊施設である。
総面積は、47万平方メートル。

## 沿革
- 1981年（昭和56年）
  - 10月1日：第437会計隊が新編。
  - 12月20日：東千歳駐屯地から移駐[1]してきた第24普通科連隊を基幹に、えびの駐屯地が開庁[2]。
- 2005年（平成17年）3月28日：駐屯部隊の大規模な改編[3]。

1. 第24普通科連隊のコア部隊化。
2. 第8特科連隊第3特科大隊が北熊本駐屯地から移駐。
3. 第8後方支援連隊第4普通科直接支援中隊（第24普通科連隊を支援）が新編。
4. 特科直接支援中隊第3直接支援小隊（第8特科連隊第3特科大隊を支援）が新編。

- 2015年（平成27年）3月26日：第437会計隊が廃止され、第364会計隊えびの派遣隊が配置される。
- 2018年（平成30年）3月26日：2度目の大規模な部隊改編を実施。

1. 第24普通科連隊を西部方面混成団隷下に移動。
2. 第8特科連隊第3特科大隊が西部方面特科連隊第3特科大隊に改編。それに伴う、後方支援部隊指揮系統を改編。

- 2019年（平成31年）3月26日：西部方面特科連隊関連部隊の隷属変更（第8師団隷下から西部方面特科隊隷下へ変更）[4]。
- 2023年（令和05年）9月18日：次年度より弾薬庫整備のための調査を実施することが報道[5]。
- 2024年（令和06年）3月21日：西部方面特科連隊第3特科大隊が第2特科団隷下となる。

## 駐屯部隊

### 西部方面隊隷下部隊
- 西部方面混成団
  - 第24普通科連隊
- 第2特科団
  - 西部方面特科連隊
    - 第3特科大隊[4]
      - 本部管理中隊
      - 第5射撃中隊
      - 第6射撃中隊
- 西部方面後方支援隊
  - 第308普通科直接支援中隊[6][7]：第24普通科連隊を支援
  - 第102特科直接支援大隊
    - 第1特科直接支援中隊
      - 第3特科直接支援小隊：西部方面特科連隊第3特科大隊を支援
- 西部方面システム通信群
  - 第102基地システム通信大隊
    - 第319基地通信中隊
      - えびの派遣隊
- 西部方面会計隊
  - 第364会計隊
    - えびの派遣隊
- えびの駐屯地業務隊

### 防衛大臣直轄部隊
- 警務隊
  - 西部方面警務隊
    - 第135地区警務隊
      - えびの派遣隊

### 共同の機関
- 自衛隊宮崎地方協力本部
  - えびの援護室
  - えびの援護センター

## 最寄の幹線交通
- 高速道路：九州自動車道えびのIC、宮崎自動車道小林IC
- 一般道：国道221号、国道255号、国道268号、国道447号、宮崎県道30号えびの高原小田線、宮崎県道53号京町小林線
- 鉄道：JR九州吉都線えびの飯野駅
- 港湾：宮崎港、油津港、八代港（重要港湾）
- 飛行場：宮崎空港・鹿児島空港（第二種空港）

## 重要施設
- 海上自衛隊えびの送信所 （潜水艦向け超長波送信設備）（えびの市）